# Radio 2 West-Vlaanderen
Radio 2 West-Vlaanderen is het West-Vlaamse deel van de Vlaamse radiozender Radio 2, die tot de openbare omroep VRT behoort. De opnamestudio's bevinden zich in de stad Kortrijk, net naast het treinstation. In januari 2018 verhuisde Radio 2 West-Vlaanderen terug naar het Conservatoriumplein in Kortrijk.

## Geschiedenis
Radio 2 West-Vlaanderen kwam na de Tweede Wereldoorlog voort uit de zelfstandige radiozender De West-Vlaamse Radio Omroep, in 1934 opgericht door Robert Vandepitte, broer van radio-pionier Juliaan Vandepitte.
Oorspronkelijk bevonden de opnamestudio's en de kantoren zich in de Rijselsestraat 36 in het centrum van de stad, maar in 1978 werd verhuisd naar het Conservatoriumplein in hetzelfde gebouw als het stedelijk Conservatorium en de Concertstudio.
In 2001 werd een gloednieuw omroepgebouw in gebruik genomen aan de Doorniksesteenweg, nabij Kortrijk Xpo. Het ontwerp van dit nieuwe gebouw is naar de hand van het Nederlandse architectenbureau Cepezed. Een quasi identiek omroepgebouw werd terzelfder tijd gebouwd in Hasselt, voor de Limburgse tak van Radio 2. Na de verhuizing naar het nieuwe gebouw werd de vorige locatie omgebouwd tot het muziekcentrum Track in 2018 verhuisden ze terug naar het Conservatorium.

## Programma's
Radio 2 Middag is nog het enige regionale programma dat wordt uitgezonden.

### Radio 2 Start Je Dag in West-Vlaanderen
Start Je Dag in West-Vlaanderen (voorheen Ochtendpost, Start Je Dag) werd uitgezonden op werkdagen tussen 6 uur en 8 uur. De vaste presentator was Jens Lemant. Het programma werd vanaf 23 januari  2023 vervangen door een nationaal programma Goeiemorgen Morgen dat gepresenteerd wordt door Peter Van de Veire en Kim Van Oncen.

### Radio 2 Middag in West-Vlaanderen
Radio 2 middag in West-Vlaanderen (voorheen Middagpost) wordt uitgezonden op werkdagen tussen 12 uur en 13 uur. De vaste presentator is Filip Ledaine.

### Avondpost
Avondpost West-Vlaanderen werd uitgezonden op werkdagen tussen 16 uur en 18 uur. De vaste presentatoren waren Jens Lemant en Margot Derycke. Het programma werd in februari van 2015 vervangen door een nationaal programma: Radio 2 Spits.

### Middagpost aan zee
Jarenlang verving "Middagpost aan zee" in juli en augustus de gewone uitzending van Middagpost. Het programma werd onder meer gepresenteerd door Peter Hermans, Nico Blontrock en Margot Derycke.

### Middagpost zomer
In 2011 werd Middagpost in juli en augustus vervangen door Middagpost Zomer, waarin de presentatoren probeerden om West-Vlaamse mysteries op te helderen. Het programma werd gepresenteerd door wisselende duo's bestaande uit Herbert Verhaeghe, Margot Derycke, Charlotte Crul, Stefaan Struyve en Michaël Janart.

### Middagpost zonden en deugden
In 2012 werd Middagpost in juli en augustus vervangen door Middagpost zonden en deugden, waarin de presentatoren telkens een week op zoek gingen naar de zonden en deugden in een West-Vlaamse stad of gemeente (Blankenberge, Tielt, Middelkerke, Kuurne, Alveringem, Stene, Anzegem, Langemark en Ruddervoorde). Het programma werd gepresenteerd door wisselende duo's bestaande uit Herbert Verhaeghe, Margot Derycke, Charlotte Crul, Stefaan Struyve, Michaël Janart en Jens Lemant.

### De Middag aan Zee
Van 2013 tot 2019 was Radio 2 West-Vlaanderen elke zomer terug te vinden aan de kust. Met een mobiele strandstudio trekt het team elke zomer langs de meest kustgemeenten. De vaste presentator was Jens Lemant.
Tussen 9 uur en 12 uur is er het nationale programma Plage Préférée, gepresenteerd door Kim Debrie.

### Radio 2 Dansbar
Elke vrijdagavond tussen 18 uur en 22 uur presenteert Peter Hermans het nationale programma Radio 2 Dansbar vanuit de studio in Kortrijk.

### Radio 2 Top30
Soms op zaterdagmiddag tussen 11 uur en 13 uur presenteert Peter Hermans de Radio 2 Top30 vanuit de studio van Radio 2 West-Vlaanderen voor de nationale radio.

## Programma's radio bene

### radio bene Vlaamse 30
Elke zaterdagmiddag tussen 16 uur en 18 uur presenteert Peter Hermans de Radio bene vlaamse 30 vanuit de studio van van radio2 West-Vlaanderen voor radio bene, de digitale zender van Radio 2.

### radio bene Klaarwakker
Op weekdagen tussen 6 uur en 9 uur presenteert Herbert Verhaeghe Radio 2 benebene klaarwakker vanuit de studio van van Radio 2 West-Vlaanderen voor Radio 2 benebene, de digitale zender van Radio 2.

## Presentatoren
De programma's bij Radio 2 West-Vlaanderen worden gepresenteerd door:
- Filip Ledaine (2023-)

## Voormalige presentatoren
- Ro Burms
- Charlotte Crul (nieuwslezer bij VRT NWS radio/Goeiemorgen morgen!)
- Peter Hermans (presenteert op Radio 2 nationaal/radio bene)
- Gie Martens
- Xavier Taveirne
- Maggy Van Herreweghe
- Peter de Groot
- Nico Blontrock (-2018)
- Jens Lemant (2012-2022)
- Els Van Herzeele
- Herbert Verhaeghe (2000-2004, 2009-2022) (presenteert op Radio bene)
- Johan Verstreken
- Margot Derycke (2008-2023)

## Nieuwslezers
De regionale nieuwsbulletins worden gelezen door:
- Veerle Deblauwe
- Bart Segers
- Evelien Vanwalleghem
- Michaël Janart
- Sofie Pattyn
- Lotte Aneca

## Weermannen
De weermannen van Radio 2 West-Vlaanderen zijn Geert Naessens en David Dehenauw.

## Frequentie
Radio 2 West-Vlaanderen heeft over de hele provincie de FM-frequentie 100,1 MHz en vanaf oktober 2017 in heel Vlaanderen op DAB+ kanaal 12A.